# 히가시하나와역
히가시하나와역(일본어: 東花輪駅)은 일본 야마나시현 주오시에 위치한 도카이 여객철도 미노부 선의 철도역이다. 섬식 승강장 1면 2선의 구조를 가진 지상역이다.

## 타는 곳
| 1 | ■ 미노부 선 | 하행 | 고후 방면          |
| 2 | ■ 미노부 선 | 상행 | 미노부 · 후지 방면 |

## 이용 현황
| 연도     | 하루 평균 승차 인원 |
| 2006년도 | 852                 |
| 2007년도 | 848                 |
| 2008년도 | 843                 |
| 2009년도 | 773                 |
| 2010년도 | 735                 |
| -------- | ------------------- |

## 역 주변
- 세븐일레븐 히가시하나와에키마에 점
- 훼미리마트 다토미히가시하나와 점
- 스미토모 오사카 시멘트 히가시하나와 서비스 스테이션

## 인접 역
| 도카이 여객철도 미노부 선 | 도카이 여객철도 미노부 선 | 도카이 여객철도 미노부 선 |
| ------------------------- | ------------------------- | ------------------------- |
| 가이우에노 후지 방면      | ■ 미노부 선               | 고이카와 고후 방면        |